# 나미야 잡화점의 기적
《나미야 잡화점의 기적》(일본어: ナミヤ雑貨店の奇蹟, 영어: Miracles of the Namiya General Store)은 히가시노 게이고의 장편소설이다. 가도카와 쇼텐의 월간지 〈소설 야성시대〉 2011년 4월호부터 2011년 12월호까지 연재되었으며, 2012년 3월 28일에 가도카와 쇼텐으로부터 단행본이 출판되었다. 제7회 중앙공론문예상을 수상하였다.
2013년, 2016년, 2017년에 무대 작품화되었으며, 2017년에는 일본과 중국에서 각각 영화화되었다.

## 줄거리
삼인조 좀도둑 쇼타, 아쓰야, 고헤이는 범행을 저지르고 달아나던 중 훔친 차의 배터리가 방전되어 멈춰버리는 비상사태를 맞딱드린다. 늦은 밤에 갈곳도 마땅찮아 발을 동동 구르고 있던 그때, 쇼타가 괜찮은 폐가가 하나 있다며 앞장서기 시작했고 아쓰야와 고헤이는 영문도 모른채 따라나선다. 그렇게 길을 걸은 끝에 오게 된 폐가는 문을 닫은지 30년은 훨씬 넘은 나미야 잡화점. 자물쇠가 망가진 가게 뒷문을 열고 안으로 들어온 세 사람. 가게 안을 둘러보던 아쓰야는 뒤에서 사람 기척을 느낀다. 혹시 누군가 자신들을 미행한건 아닌가 싶어 서둘러 가게 밖을 빠져나와 주위를 둘러봤지만 사람의 흔적은 어디에도 없었고 대신 편지 봉투 한 장만이 놓여져 있었다. 누가 이 야심한 밤에 폐업한 가게에 편지만 한 장 던져놓고 사라진 건지 궁금해하던 세 사람은 결국 편지에 답장을 해주는 지경에 이른다.

## 등장인물

### 좀도둑 3인방
- 쇼타

몸을 숨기기 딱 좋다며 두 사람을 나미야 잡화점으로 데려온 장본인. 처음에는 범행 전, 사전조사를 하다가 만일을 대비해서 봐둔 것이라고 했지만 진짜 이유는 따로 있다. 좀도둑과는 어울리지 않게 정이 많고 여린 성격이며 원래 전자제품 판매원으로 일하고 있었지만 짤리는 바람에 편의점 아르바이트나 하는 신세가 된다.
- 아쓰야

3인방 중 대장 노릇을 하는 청년. 고집이 매우 세서 자신의 생각을 굽히지 않으며, 답장 편지 내용을 보면 좀처럼 부드럽게 말하지 않고 상담자를 매도하기까지 하는 등 말투가 날카롭다. 나머지 두 사람보다 이성적이고 현실적인 판단을 하긴 한다.
- 고헤이

어느 집단에 가면 한명쯤 있을 법한 전형적인 덩치 큰 바보기믹의 캐릭터. 보다 신속하고 빠른 도주를 위해 차를 훔쳤는데 그 차가 고장나버린다.

### 고민상담 사연자
- 달 토끼 (본명: 기타자와 시즈코)

펜싱선수. 올림픽 국가대표를 목표로 연습에 매진하던 도중 결혼한 남자친구의 갑작스러운 암말기 시한부 판정 소식을 듣고 엄청난 슬픔에 잠긴다. 남자친구는 자기는 신경쓰지 말고 맘편히 운동에 매진하라고 했지만 올림픽이 끝나는대로 결혼식을 올리기로 한 터라 말할 곳도 없어서 혼자 속앓이만 하는 등 도저히 운동에 집중할 수 없었던 그녀는 결국 1979년 11월경, 나미야 잡화점에 편지를 보낸다.
- 생선가게 예술가 (본명: 마쓰오카 가쓰로)

아마추어 뮤지션. 집안대대로 생선가게 일을 하고있었고 부모는 장남인 그가 가게일을 이어받았으면 하는 바람이었지만 이 무렵, 부모가 권하는 장사일보다는 노래에 더 심취해있었던지라 다니던 학교도 중퇴하고 기획사를 찾아다니며 가수의 길을 걷기위해 고군분투 한다. 하지만 기획사 관계자로부터 재능이 없지는 않지만 그렇다고 뛰어난점은 아니라며 냉정하게 거절당하는 쓴맛만 보기 일쑤. 이후 8년동안 불러주는대로 공연을 하고다니는 아마추어 뮤지션의 삶을 살게된다.
- 그린 리버 (본명: 기와베 미도리)

3인조 좀도둑이 아닌 진짜 예전 나미야 잡화점 주인에게 상담을 받은 사연자. 유부남과의 간통으로 아이를 임신하게 된다. 아이의 아버지는 처자식이 있다는 이유로 내연녀와 혼외자식을 외면했고 혼자가 된 그녀는 아이를 낳아야할지 말아야할지 고민하다 상담편지를 적어보낸다. 이후 아이를 행복하게 낳을 자신이 있으면 아이를 낳으라는 답장을 얻었고 그 조언대로 결국 아이를 낳았지만 직업도 마땅찮은 여자 혼자가 아이를 키우는 건 상상 이상으로 힘들었다. 결국 본인은 체중이 30kg로 줄어드는 심각한 영양실조를 앓게 됐고 태어난지 1년이 채 안된 아기도 병치례를 하는 지경에 이른다.
- 폴 레논 (본명: 와쿠 고스케)

3인조 좀도둑이 아닌 진짜 예전 나미야 잡화점 주인에게 상담을 받은 사연자. 가명의 유래는 락밴드 비틀즈의 멤버 폴 매카트니와 존 레논을 합친것으로 추정.
대기업 사장의 외아들로 태어나 풍족하고 안락한 삶을 누리게 되지만 어느날, 당연하게 느껴졌던 안락한 생활이 모두 사라지기 시작했고 항상 화목하던 부모님은 하루가 멀다하고 서로를 원망하며 부부싸움을 하기 시작하면서 외로움을 겪는다. 그리고 나중에서야 모든 사태의 원인을 알게되는데 원인은 바로 아버지의 사업이 망했기 때문이다. 그 때문에 회사도 집안도 휘청거렸지만 직원들마저 팽개친 채 처자식만 데리고 도망칠 궁리를 하는 아버지를 진정으로 따라야 하는지 갈등이 생겨 결국 잡화점에 상담편지를 보낸다.
- 길 잃은 강아지 (본명: 무토 하루미)

어린시절, 교통사고로 부모를 잃었고 반년동안 실어증을 앓았다. 이후 이모할머니의 손에서 자라지만 이마저도 사업실패로 오갈데가 없어진 이모할머니의 딸과 사위가 처가집에 들어오면서 6년동안 환광원이란 보육시설에서 지내게 된다. 다시 돌아오고 나서는 하루빨리 돈을 벌어 성공하고 싶다는 생각을 가지게 됐고 어렵사리 회사에 취직했지만 그 회사는 여직원을 자기네들 커피 타주고 잡일 처리하는 잡역꾼으로밖에 여기지 않아 곧 직장생활에 염증을 느끼게 된다.

### 환광원
- 미나즈키 요시카즈

환광원의 관장이다. 1988년 12월 환광원 화재사건 때문에 환광원을 오랜만에 찾아온 무토 하루미에게 본인의 누나인 미나즈키 아키코와 나미야 유지의 관계를 이야기해 준다.
- 미나즈키 아키코

대지주였던 미나즈키 가문의 유산을 물려받아 환광원을 설립한 사람이다. 1969년쯤 지병으로 세상을 떠났고, 떠나기 직전 '걱정하지 마라, 내가 하늘 위에서 모두를 위해 기도할 테니'라는 유언을 남긴다. 세상을 떠나기 전 아키코는 나미야의 고향 근처에 환광원을 설립하여 운영해 왔다. 하늘 위에서 모두를 위해 기도하겠다는 그녀의 유언은, 환광원과 나미야 잡화점과 관련된 이 작품의 모든 등장인물들의 행복을 바라는 유언으로, 마지막 챕터의 제목도 '하늘 위에서 기도를'이다. 실제로 도둑들을 포함한 모든 등장인물들은 나름대로 본인들만의 행복한 삶의 방향으로 나아가게 된다.
여담으로 나미야 잡화점의 주인 나미야 유지와는 사랑하는 사이였다. 하지만 부자였던 아키코네 집안과는 달리 유지네 집안은 별볼일없는 평범한 집안이었다. 그래서 아키코네 집안은 사람을 풀어 두사람을 강제로 이별하게 만든다.
- 미즈히라 세리

부모의 폭력으로 인해 동생과 환광원에 온 소녀. 노래를 단 두번만 듣고도 멜로디를 모두 외워버리는 비범함을 가졌고 이후 재능을 살려 <재생> (생선가게 뮤지션의 자작곡인데 어떠한 이유로 인해 인기 가수가 되어서 이곡은 매 콘서트마다 부른다.)이라는 곡으로 데뷔해서 인기가수가 된다. 그리고 매니저를 겸한 절친한 친구까지 생긴다.
- 미즈히라 다쓰

세리의 남동생. 부모의 폭력으로 실어증에 걸렸고 그 증세는 누나 이외엔 그 누구하고도 대화하지 않을 정도로 심각하다.
- 미즈히라 세리의 매니저

말 그대로 세리의 매니저이며 이름은 나오지 않는다. 세리하고는 같은 환광원 원생이었는데 자라면서 부모가 누군지 궁금해했다. 그래서 선생님들한테 물어봤는데 엄마는 1살때 사고로 죽었고 아빠는 원래 없었다는 대답을 듣는다. 그러던 어느날, '자신이 태어난 해에 사회에서 있었던 일'을 조사하라는 과제를 받은 그는 도서관에서 자신이 태어난 해에 사회에서 있었을만한 일들을 찾아보던 도중 엄마가 아이를 차에 태우고 바다에 뛰어들어 자살시도를 했다 엄마는 죽고 아이만 살았다는 기사를 보게된다. 그런데 엄마 이름을 본 그는 머리를 돌로 맞은 충격을 받았다.

### 나미야 일가
- 나미야 유지

소설의 주요소재인 고민상담편지를 처음 만들어낸 장본인인 가게의 주인. 혼자 가게를 운영하다 장난스런 고민에 정성스레 답변을 해준것이 고민상담의 시초. 이후 답변을 대충 하지 않는다는 철칙을 만들어 어떤 편지에도 무성의한 답변을 하지 않는다. 시대가 변하고 잡화점이 점점 설자리를 잃어가던 무렵, 아들 아들 다카유키네 집에서 신세를 지다 병으로 입원했다. 죽기 직전, 아들에게 유서를 건네는데 그 내용은 자신이 죽은지 33년째 되는 해. 자신의 답장으로 어떤 영향을 받았는지 답변을 하라는 것이었다.
- 나미야 다카유키

유지의 아들. 아버지가 세상을 떠난후 세월이 흘러 손자를 둔 할아버지가 되어있었다. 아버지처럼 위암에 걸려 병원신세를 지게되는데 오래전, 아버지와의 약속을 지키기 위해 손자에게 유서를 건네주며 유서의 내용을 인터넷에 올려달라고 부탁한다.
- 나미야 슌고

나미야 일가의 증손자. 맨 처음, 다카유키의 부탁을 받았을때는 심각하게 갈등을 한다. 인터넷에 유언비어를 잘못 퍼뜨렸다간 처벌을 엄하게 받기 때문이다. 그래서 그냥 무시할까 고민했지만 처벌여부를 떠나 약속을 저버리는 건 남자의 도리가 아니라고 여기며 다카유키의 유언장에 적힌 내용을 인터넷 커뮤니티에 퍼뜨린다.

## 영화화

### 일본판
{본문|나미야 잡화점의 기적 (영화)}